# Nomaua perdita
Nomaua perdita är en spindelart som beskrevs av Forster 1990. Nomaua perdita ingår i släktet Nomaua och familjen Synotaxidae. Inga underarter finns listade i Catalogue of Life.